# Макиев, Заури Сардионович
Заури Сардионович Макиев (24 апреля 1950 года, Бакуриани, Грузинская ССР — 7 ноября 2016 года, Москва, Российская Федерация) — советский, российский тренер по фристайлу. Заслуженный тренер России.

## Биография
Окончил Северо-Кавказский горно-металлургический институт (1973 год). Старший тренер сборной команды России по фристайлу на чемпионатах мира , Зимних Олимпийских играх 1994, 1998, 2002 года. Также входил в тренерский штаб сборной России на Олимпиаде 2006 года. Подготовил олимпийского призёра Елизавету Кожевникову . Похоронен на Троекуровском кладбище в Москве

## Награды
- Заслуженный тренер России[4] (1992, фристайл).
- Медаль ордена «За заслуги перед Отечеством» II степени[5] (1994 год).
- Почетная грамота Министерства спорта, туризма и молодёжной политики Российской Федерации — «За заслуги в сфере физической культуры и спорта, туризма, молодёжной политики и плодотворный добросовестный труд»[6] (2010 год).

## Цитаты
- Методом проб, анализа и наблюдений я вывел для себя формулу успеха в могуле. Преуспевает в нем тот, у кого гибкое тело, врожденная резкость движений и координация. Если эти компоненты соединены вместе, из такого человека можно вырастить великого спортсмена [7].
- Лучше всего начинать серьёзно тренироваться с 10-12 лет. Но детишки к этому возрасту должны хорошо освоить горнолыжную технику. Кроме того, ребенок должен иметь акробатическую гибкость, выносливость плюс творческую жилку [8].
- У судей всегда одна отговорка. Приходишь к ним с видеокассетой и показываешь, что, например, тройной твист выполнен правильно, и что приземление было чистым. Они тебе отвечают – извини дорогой, но исправить оценку мы уже не можем, в другой раз будем к твоему воспитаннику внимательнее [9].